# Mohammad Mazaheri
Mohammad Rashid Mazaheri (en persa: محمدرشید مظاهری‎; Dogonbadan, Kohkiluyeh y Buyer Ahmad, 18 de mayo de 1989) es un futbolista iraní que juega en la demarcación de portero para el Zob Ahan FC de la Iran Pro League.

## Selección nacional
Tras jugar tres partidos con la selección de fútbol sub-20 de Irán, y cuatro con la selección de fútbol sub-23 de Irán, finalmente el 24 de marzo de 2016 hizo su debut con la selección absoluta en un encuentro para la clasificación para la Copa Mundial de Fútbol de 2018 contra la India que finalizó con un resultado de 4-0 a favor del combinado iraní tras los goles de Sardar Azmoun, Omid Ebrahimi y un doblete de Ehsan Hajysafi.

## Clubes
| Club               | País | Año         | Partidos | Goles |
| ------------------ | ---- | ----------- | -------- | ----- |
| Esteghlal Ahvaz FC | Irán | 2010 - 2011 | 12       | 0     |
| Foolad FC          | Irán | 2011 - 2014 | 3        | 0     |
| Zob Ahan FC        | Irán | 2014 -      | 111      | 0     |

## Palmarés

### Campeonatos nacionales
| Título            | Club        | País | Año  |
| ----------------- | ----------- | ---- | ---- |
| Copa Hazfi        | Zob Ahan FC | Irán | 2015 |
| Copa Hazfi        | Zob Ahan FC | Irán | 2016 |
| Supercopa de Irán | Zob Ahan FC | Irán | 2016 |